# 작은뿌리파리
작은뿌리파리는 파리목 검정날개버섯파리과의 곤충이다. 크기는 1.1~2.4mm이며, 머리는 흑갈색이고 몸은 대체로 검은색을 띤다. 알은 타원형으로 길이는 0.2mm이다. 알 덩어리 또는 낱개로 낳는다. 